# Christina Koch
Christina Hammock Koch (Grand Rapids, Míchigan, Estados Unidos, 29 de enero de 1979) es una astronauta e ingeniera estadounidense y la primera mujer designada para orbitar la Luna a bordo de la misión Artemis 2 de la NASA.

## Biografía
Christina Hammock nació en Grand Rapids, Míchigan, pero se considera de Jacksonville, Carolina del Norte. Se graduó por la Facultad de Ciencias y Matemáticas de Carolina del Norte, en Durham en 1997, y se matriculó en la Universidad Estatal de Carolina del Norte en Raleigh, donde obtuvo dos licenciaturas en Ciencias en Ingeniería Eléctrica en 2001 y Física en 2002, y realizó un Master of science en Ingeniería Eléctrica en 2002.
Tiene experiencia tanto en el desarrollo de instrumentos de ciencia espacial como en la ingeniería de campo. Trabajó como Ingeniera eléctrica en el Laboratorio de Astrofísica de Alta Energía de la NASA, el Goddard Space Flight Center, donde contribuyó con instrumentos científicos en varias misiones de la NASA que estudiaban cosmología y astrofísica.
Durante este tiempo, también se desempeñó como facultativa adjunta en el Montgomery College, donde dirigió un curso de Laboratorio de Física. Pasó a convertirse en investigadora asociada en el Programa Antártico de los Estados Unidos desde 2004 hasta 2007. Completó una temporada de invierno en la estación Admunsen-Scott South Pole y una temporada en la estación Palmer. Mientras estuvo en la Antártida, fue miembro de los equipos de lucha contra incendios y de los equipos de búsqueda y rescate de Ocean/Glacier. De 2007 a 2009, regresó al desarrollo de instrumentos de ciencia espacial como ingeniera eléctrica en el Departamento Espacial del Laboratorio de Física Aplicada de la Universidad Johns Hopkins. Contribuyó a los instrumentos que estudian las partículas de radiación para las misiones de la NASA, incluidas Juno y las sondas Van Allen. Durante este tiempo, se ofreció voluntaria como tutora en la Anne Arundel Community College en varias asignaturas de ciencias y matemáticas.
En 2010 regresó al remoto trabajo científico de campo con giras que incluían la estación Palmer en la Antártida y varias temporadas de invierno en la Summit Station en Groenlandia. En 2012 continuó trabajando en bases científicas remotas, ahora con la Administración Nacional Oceánica y Atmosférica (NOAA). Se desempeñó como Ingeniera de campo en el Observatorio de línea de base de la División de Monitoreo Global del NOAA, en Barrow, Alaska, y luego como jefa de estación del Observatorio de Samoa Americana. También participó en muchas oportunidades de alcance educativo para compartir el trabajo científico que se realiza en estas estaciones remotas.

## Carrera en la NASA
Se graduó del programa de la Academia de la NASA en el Goddard Space Flight Center (GSFC) en 2001. Trabajó como ingeniera eléctrica en el Laboratorio de Astrofísica de Alta Energía en el GSFC de 2002 a 2004. Fue seleccionada en junio de 2013 como una de los ocho miembros de la 21ª clase de astronautas de la NASA. Su capacitación como candidata a astronauta incluyó informes científicos y técnicos, instrucción intensiva en sistemas de la Estación Espacial Internacional, caminatas espaciales, robótica, entrenamiento fisiológico, entrenamiento de vuelo T-38 y entrenamiento de supervivencia en el agua y el desierto. Completó la capacitación en julio de 2015.
El 14 de marzo de 2019, Koch se lanzó a la Estación Espacial Internacional en Soyuz MS-12, junto con Aleksey Ovchinin y Nick Hague, para unirse a la tripulación de la Expedición 59/60/61.
Koch tenía programado realizar su primer EVA el 29 de marzo; esta habría sido la primera caminata espacial solo para mujeres junto a Anne McClain, pero los problemas de tamaño del traje espacial resultaron en la reasignación de McClain a Nick Hague. Koch realizó la primera caminata espacial exclusivamente femenina con Jessica Meir el 18 de octubre, como parte de una larga serie de actualizaciones a los sistemas de energía y observatorios de física de la ISS. Koch y Meir siguieron la histórica caminata con otras dos caminatas femeninas en enero de 2020.
El 17 de abril de 2019, debido a los horarios de reasignación con el Programa de Desarrollo de la tripulación comercial, su misión se extendió hasta febrero de 2020 para regresar a la Tierra después de 328 días. Finalmente aterrizó el 6 de febrero de 2020 y logró la estadía continua más larga en el espacio para una mujer, sobrepasando a Peggy Whitson en 289 días. Además, para un astronauta primerizo, este cambio de misión de la NASA nunca había sucedido antes.